# Skërfica-Tunnel
Der Skërfica-Tunnel (albanisch Tuneli i Skërficës) ist ein Straßentunnel in Südalbanien. Der im Sommer 2022 für den Verkehr freigegebene Tunnel ist das Herzstück einer neuen Straßenachse durch zuvor unerschlossenes Berggebiet, die die Anfahrt in die Region rund um die Küstenstadt Saranda erleichtert.

## Ausführung
Der Skërfica-Tunnel ist ein 1315 Meter langer Straßentunnel. Er besteht aus einer zweispurigen Röhre, die die beiden Portale in einem Bogen nach Osten verbindet. Parallel verläuft von Norden her eine kleinere Röhre für Notfälle und Unterhalt, die aber nicht durchgehend ist und nach 670 Metern endet.
Der Tunnel unterquert den Gebirgspass Qafa e Skërficës mit einer Höhe von 812 m ü. A. Der Pass und die Tunnelzufahrten über mehrere Kilometer waren zuvor kaum erschlossenes Gebiet. Lediglich eine einfache Piste führte über den Pass.
Zum Zeitpunkt der Eröffnung war der Skërfica-Tunnel der fünftlängste Tunnel Albaniens, der viertlängste Straßentunnel im Land und der drittlängste öffentliche Tunnel.

## Straße Kardhiq–Delvina
Saranda wird vom Rest des Landes durch hohe Berge getrennt. Die alte Verbindung weiter südlich über den Qafa e Muzinës (572 m ü. A.) ins Drino-Tal war die direkteste Verbindung – jenseits des Passes besteht Anschluss an die SH4, die nach Mittelalbanien führt. Die SH8 entlang der Küste über den Llogara-Pass (1027 m ü. A.) nach Vlora benötigt, da kurvenreich und schmal, mehr Zeit.
Die neue Verbindung Kardhiq–Delvina zweigt nördlich von Gjirokastra von der SH4 (bei Ura e Kardhiqit) ab. Die einspurige Hochleistungsstraße ist 33 Kilometer lang. Den ursprünglichen Weg über den Qafa e Muzinës verkürzt sie um rund einen Drittel der Distanz und rund eine halbe Stunde oder mehr Fahrzeit.
Der Skërfica-Tunnel liegt zwar deutlich höher als der Scheitel des Qafa e Muzinës. Aufgrund des guten Ausbauzustands der Straße ohne Haarnadelkurven, der größeren Straßenbreite und der geringeren Steigung ist sie trotzdem deutlich bequemer zu befahren.
Die neue Straße Kardhiq–Delvina zweigt bei Ura e Kardhiqit (acht Kilometer nördlich von Gjirokastra) von der SH4 ab. Sie führt nach Westen ins Tal von Kardhiq. Auf den ersten acht Kilometern verläuft die Straße fast flach und steigt nur rund 100 Meter an. Dann wendet sie sich nach Süden, verlässt den Talboden und steigt im Tal des Baches Piks auf rund sechs Kilometern um rund 450 Meter zum nördlichen Tunnelportal an.

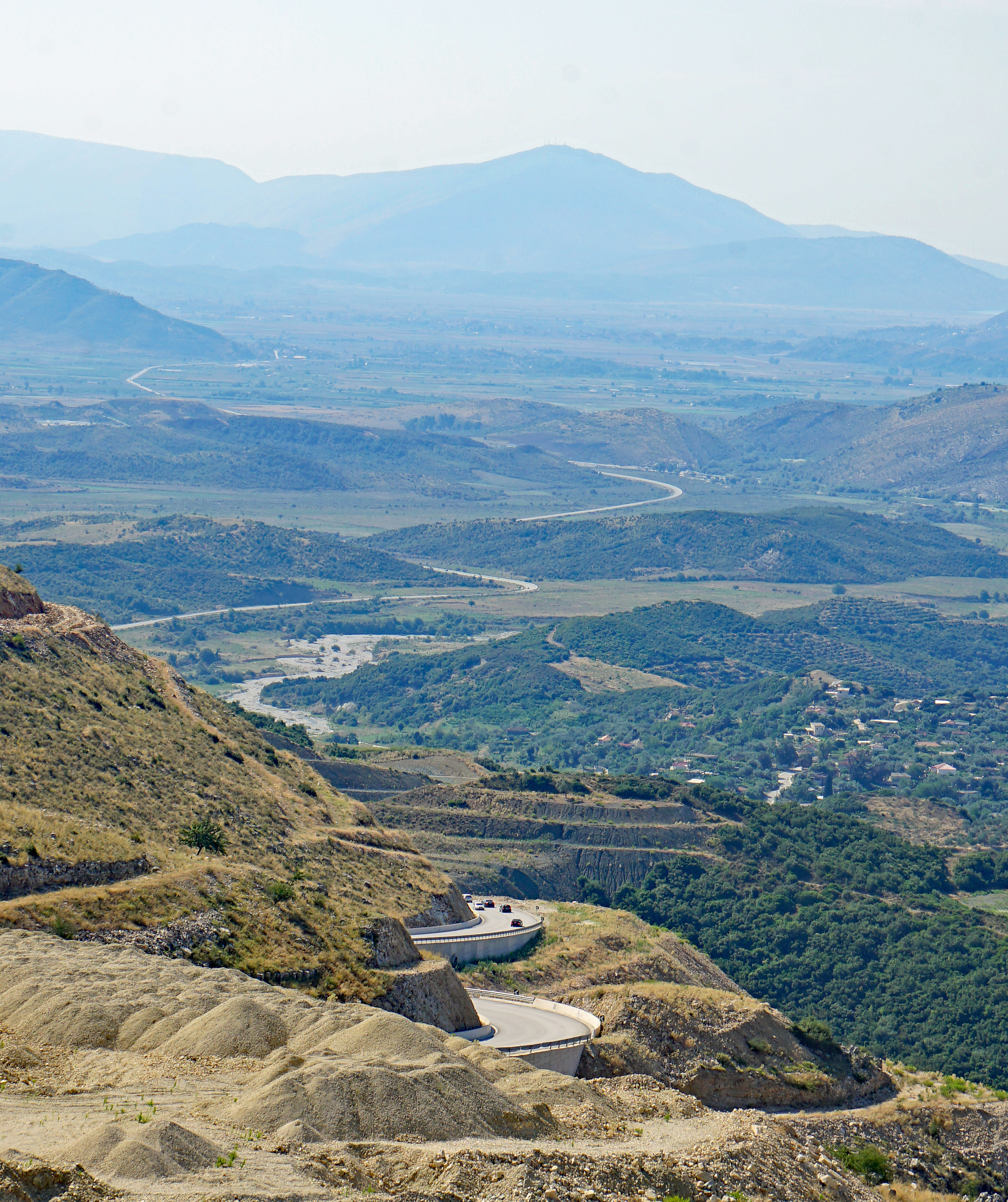
Kehren an der Südrampe und Verlauf der Straße durch die Ebene bei Delvina

Auf der Südseite wird die der Höhenunterschied mit mehreren Kehren überwunden. Auf etwa 7,5 Kilometern bis zu den Dörfern Fushë-Vërrija und Vergoja fällt die Straße etwa 500 Meter ab. Nach weiteren sieben Kilometern und nochmals etwa 200 Höhenmetern tritt die Straße beim Dorf Bajkaj in die Ebene westlich von Delvina ein. 25 Kilometer südlich des Tunnels trifft die neue Route auf die Verbindungsstraße Saranda–Delvina, bis Saranda sind es nochmals rund acht Kilometer.

## Planung und Bau
Mit dem Bau erster Teilstücke der Straße Kardhiq–Delvina wurde 2008 begonnen. Die ersten drei Bauabschnitte waren 2018 fertiggestellt. Danach wurde mit dem Bau der Zufahrtsstrecken zum Tunnel (16,2 Kilometer) begonnen, 2020 auch der Tunnel in Angriff genommen. Nach weniger als einem Jahr erfolgte der Durchbruch. Verantwortlich für den Bau des Skërfica-Tunnels war die albanische Baufirma Gjoka. Die Baukosten wurden mit 15 Millionen Euro beziffert, für die ganzen Straßenverbindung mal mit einer Investition von 90 Millionen Euro angegeben.
Der Bau des Tunnels war zwei Monate früher als erwartet fertig. Die Eröffnung fand in Anwesenheit von Ministerpräsident Edi Rama und mehreren Ministerinnen statt.